# آلف جونز (بازیکن فوتبال، زاده ۱۹۳۷)
آلف جونز (انگلیسی: Alf Jones؛ زادهٔ ۲ مارس ۱۹۳۷) بازیکن فوتبال اهل بریتانیا است.
از باشگاه‌هایی که در آن بازی کرده‌است می‌توان به باشگاه فوتبال لینکولن سیتی، باشگاه فوتبال ویگان اتلتیک، باشگاه فوتبال مارین، و باشگاه فوتبال لیدز یونایتد اشاره کرد.